# Obrutschew-Oase
Koordinaten: 66° 33′ S, 99° 47′ O
Die Obrutschew-Oase (russisch Оазис Обручева ‚Oasis Obrutschewa‘) ist eine antarktische Oase an der Küste des ostantarktischen Königin-Marie-Lands. Sie liegt im nördlichen Teil der Obruchev Hills.
Russische Wissenschaftler benannten sie. Namensgeber ist der russische bzw. sowjetische Geologe Wladimir Afanassjewitsch Obrutschew (1863–1956).